# 金炳始
金 炳始（キム ビョンシ、きん へいし、朝: 김병시 道光12年10月3日（1832年11月24日） - 光武2年7月26日（1898年9月16日））は李氏朝鮮末期の文臣。本貫は安東金氏。号は蓉庵、諡号は忠文。朋党政治においては老論派に属した。

## 略年表
金炳始と関連のある年表を示す。
- 1854年 - 文科に合格
- 1860年 - 弘文館校理
- 1869年 - 従二品に昇進
- 1870年 - 忠清道観察使
- 1875年 - 正二品に昇進
- 1878年 - 知三軍府事
- 1879年 - 奎章閣提学、戸曹判書
- 1882年
  - 7月23日 - 壬午事変（朝鮮事変）発生 日本人軍事顧問 日本公使館員らが殺害され、日本公使館が襲撃を受ける[1]
- 1884年
  - 7月 - 統理軍国衙門督弁利用軍国事務[2]として事後処理と各国との交渉を行なう。
  - 7月7日 - ソウルにて全権大使（督弁利用軍国事務）として露朝修好通商条約をヴェーベル (Waeber,K. I.) と結ぶ
  - 11月 - 右議政に就任
- 1885年
  - 1月 - 壬午事変の朝鮮政府側 調査委員となる。
- 1888年
  - 8月 - 左議政に就任
- 1894年 - 東学党 農民軍の蜂起
  - 6月20日 - 領議政に就任（同月24日に辞任）
- 1895年
  - 8月20日 - 明成皇后殺害事件
- 1896年
  - 1月7日 - 特進官金炳始疏略
  - 2月 - 露館播遷
  - 内閣総理大臣（2月11日 - 4月22日）[3]
  - 9月24日 - 議政府議政（翌年1月10日まで）
- 1897年
  - 2月19日 - 議政府議政（同年4月18日まで）
  - 10月12日 - 大韓帝国と国名改称 議政府議政
- 1898年
  - 7月21日 - 議政府議政（同年8月12日まで）